# Manuel Agud

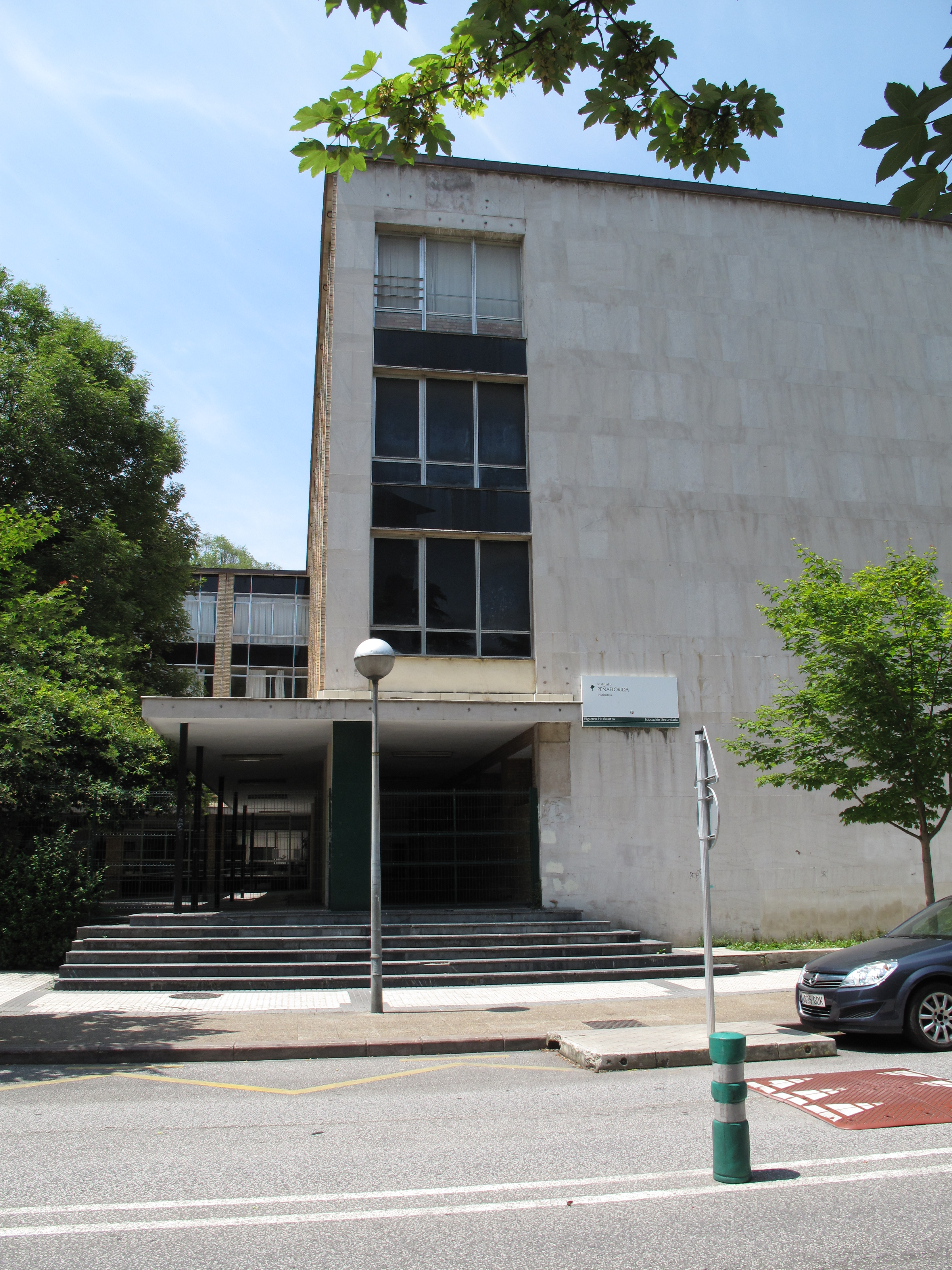
Foto del antiguo Instituto Peñaflorida en San Sebastián

Manuel Agud Querol (1914 - 2004 ) fue un filólogo español,  nacido en Rosario, Argentina que desarrolló una intensa labor en el mundo cultural vasco de la postguerra y años 60.
Desde 1963 impulsó los estudios superiores universitarios en Guipúzcoa.

## Trayectoria profesional
Fue  Catedrático de Lengua y Literatura Griegas en el Instituto Peñaflorida de San Sebastián y profesor en la Universidad del País Vasco.
Impulsó  numerosas iniciativas culturales como los Cursos de Verano en combinación con la Universidad de Valladolid y el Ateneo Guipuzcoano, del que fue presidente.  
En 1954 creó junto a Koldo Mitxelena, el Seminario de Filología Vasca "Julio de Urquijo". Nombró a Mitxelena director técnico, lo cual equivalió a su salida a la luz pública.
Fue un Importante estudioso del euskera y publicó numerosos trabajos, entre los que se cuenta un Diccionario Etimológico de la Lengua Vasca, en colaboración con Koldo Mitxelena y Antonio Tovar.
En 1963 logró, junto con Ignacio  Barriola, Francisco Yarza, Carlos Santamaría,  y algunos otros,  crear el Patronato Pro-Estudios Superiores de Guipúzcoa. Fue el origen de la futura Universidad Vasca. 
Por este motivo, la Universidad del País Vasco dedicó su nombre a la residencia de estudiantes universitarios en San Sebastián.
En el año 2002 recibió la Gran Cruz de la Orden Civil de Alfonso X el Sabio en reconocimiento a sus extraordinarias aportaciones  en el ámbito de la cultura y la educación.
Es hermano del también helenista Serafín Agud Querol.
Es padre de la lingüista Ana Agud Aparicio (Universidad de Salamanca), pionera e indiscutible maestra de los estudios de indo-iranística en el ámbito de la lengua española.